# Deraeocapsus ingens
Deraeocapsus ingens är en insektsart som först beskrevs av Van Duzee 1916.  Deraeocapsus ingens ingår i släktet Deraeocapsus och familjen ängsskinnbaggar. Inga underarter finns listade i Catalogue of Life.